# قطرون
قطرون (به عربی: القطرون) یک منطقهٔ مسکونی در لیبی است که در استان مرزق واقع شده‌است. قطرون ۴٬۵۰۱ نفر جمعیت دارد.